# János Vaszary

La Edad de Oro (1898), Galería Nacional Húngara, Budapest

János Miklós Vaszary (Kaposvár, 30 de noviembre de 1867-Budapest, 19 de abril de 1939) fue un pintor húngaro, sucesivamente simbolista, fauvista y expresionista. Fue el fundador de la Asociación de nuevos artistas húngaros.

## Biografía
Estudió en Budapest con Bertalan Székely y posteriormente en Múnich y en la Académie Julian de París. Después de luchar por el Imperio austro-húngaro en la Primera Guerra Mundial fue profesor en la Universidad de Bellas Artes de Hungría. Iniciado en el simbolismo, recibió la influencia de Pierre Puvis de Chavannes, lo que se denota en su gusto por la pintura mural, especialmente en paisajes de composición estilizada con contornos de fina línea negra, con figuras naturalistas de correcto dibujo anatómico. Posteriormente evolucionó hacia el fauvismo, con cierta influencia de Henri Matisse, Raoul Dufy y Kees van Dongen, para desembocar finalmente en el expresionismo.

## Galería

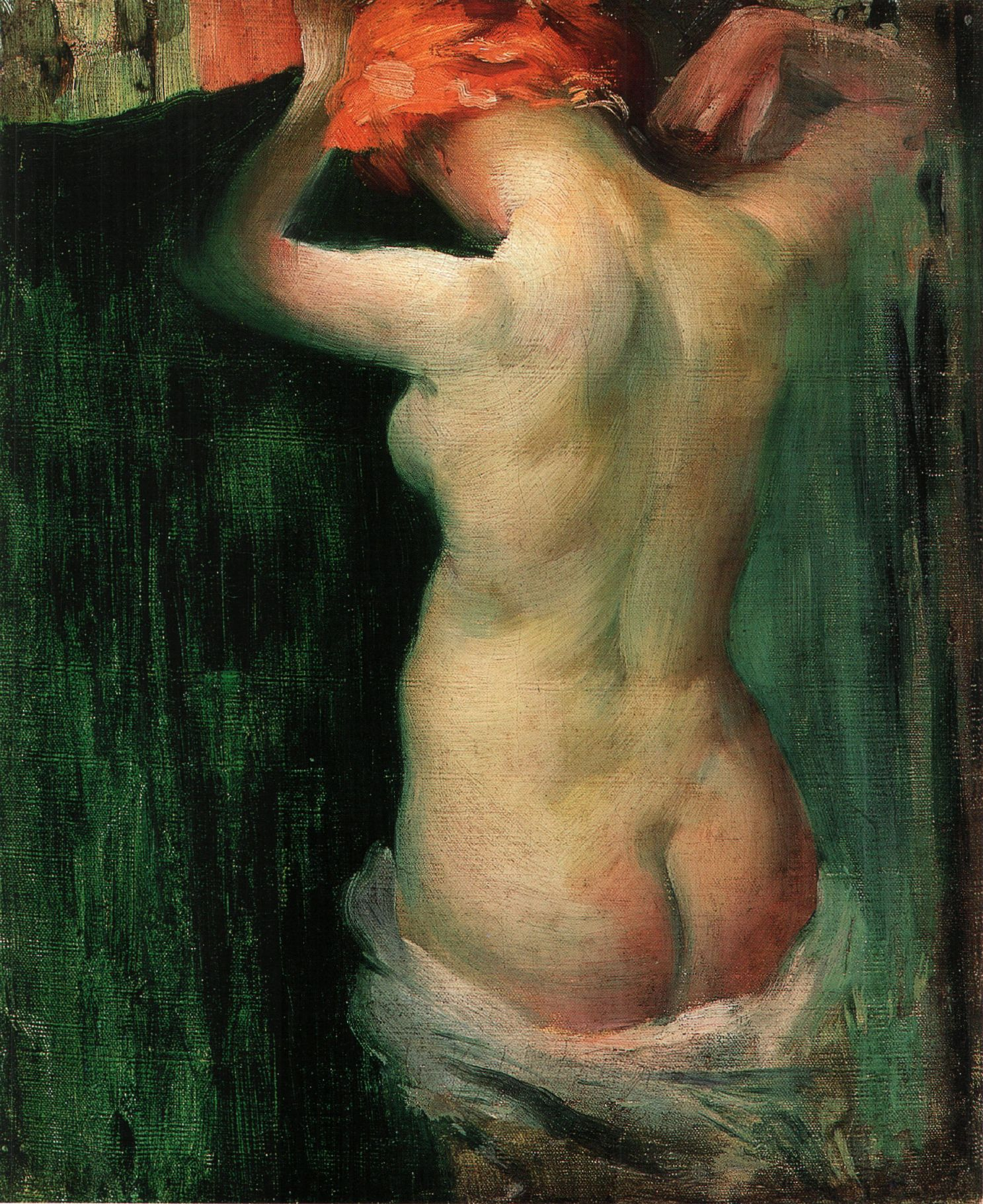
Desnuda de pie (1900)
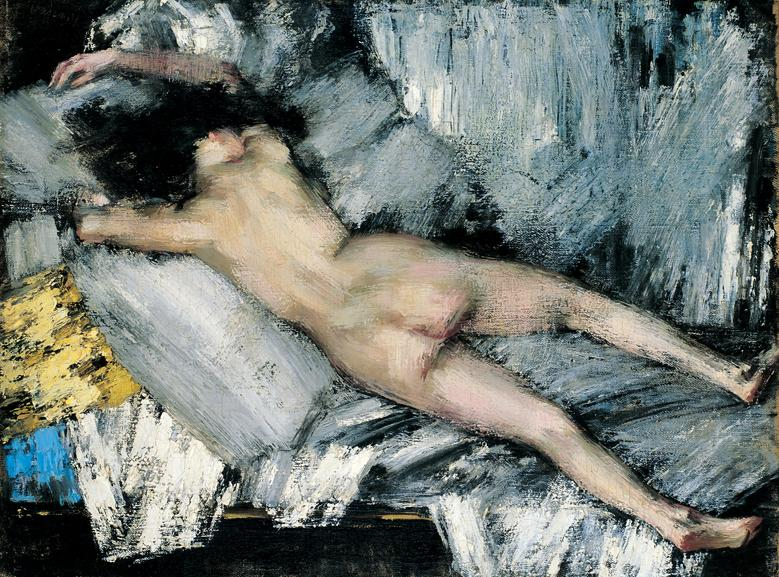
Desnuda en el estudio (c. 1920)
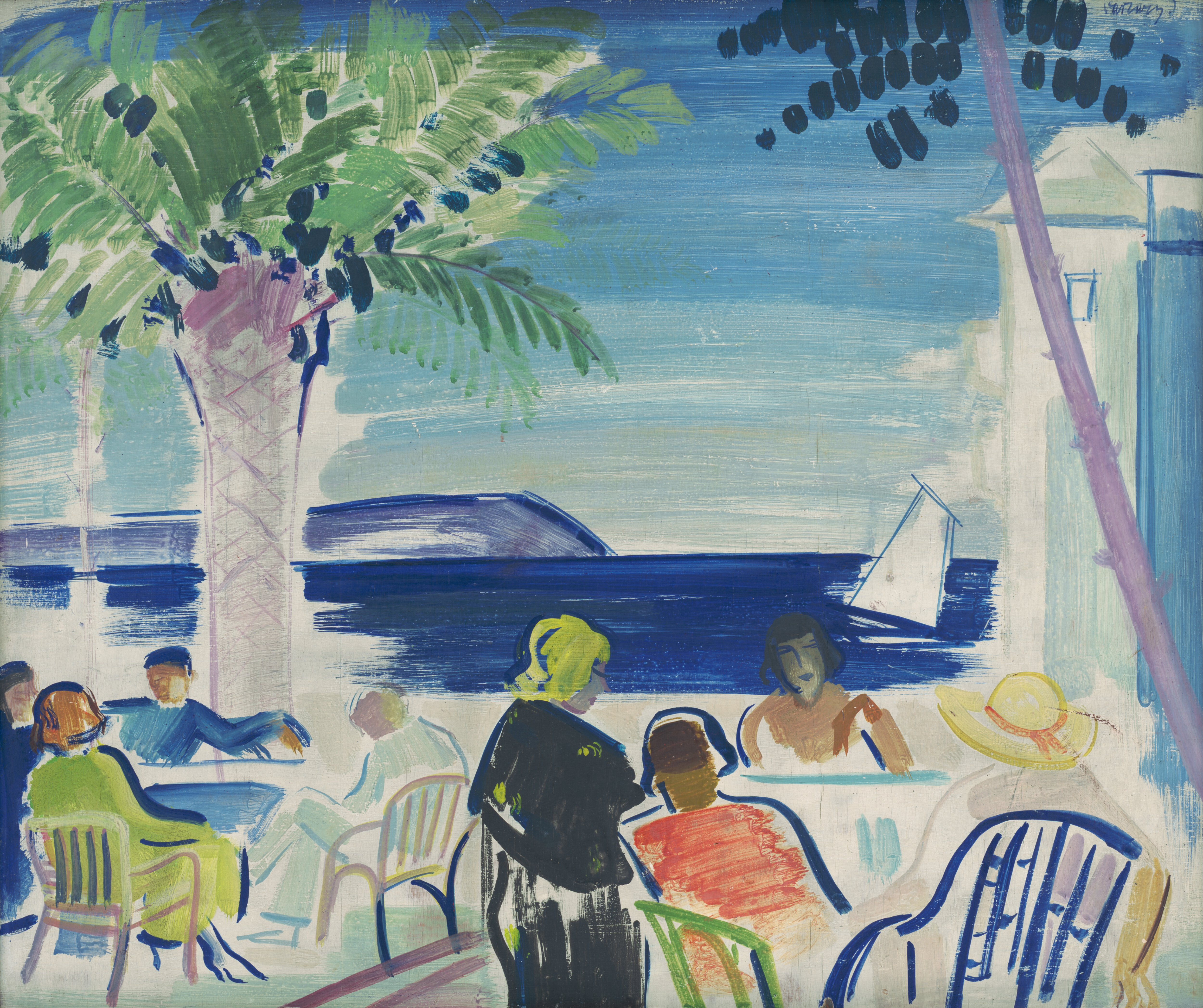
Rivera francesa (1920)
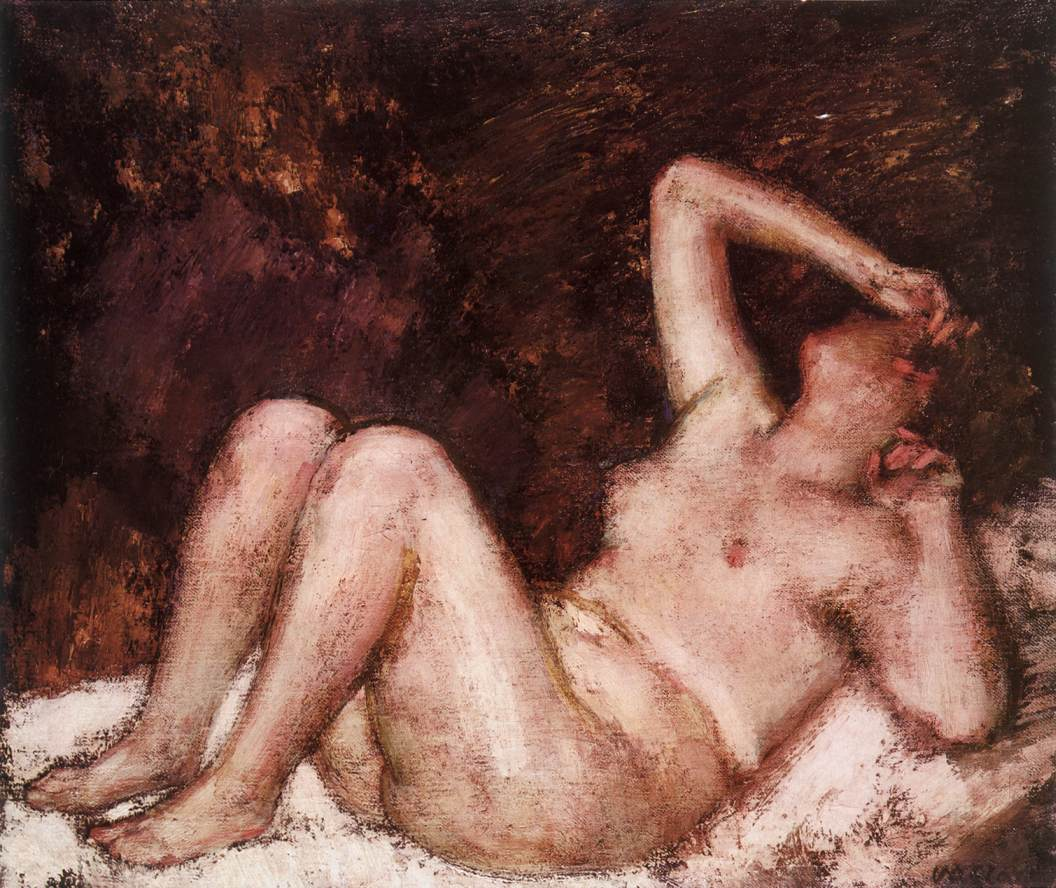
Despertar (1921)
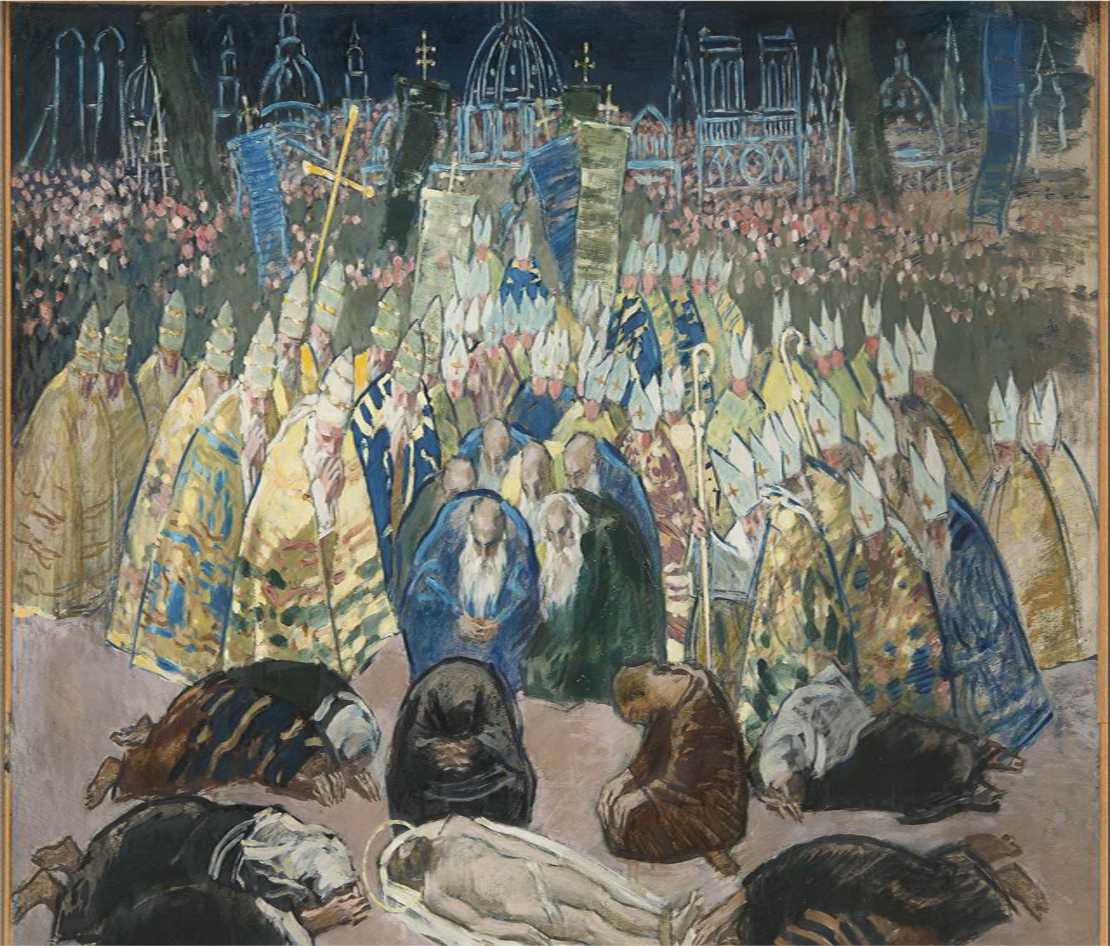
Cristiandad (1924)
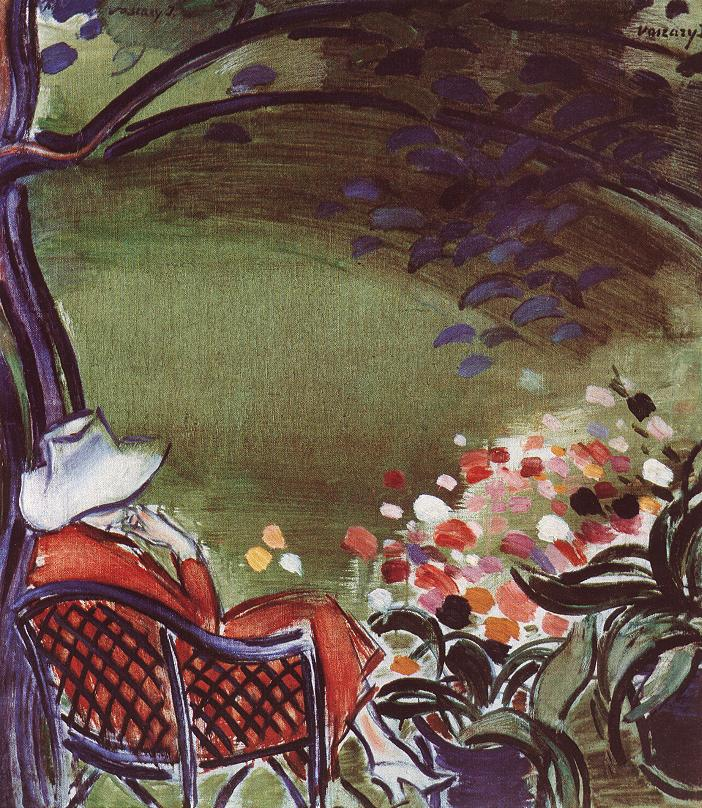
Mujer sentada en el jardín (c. 1930)
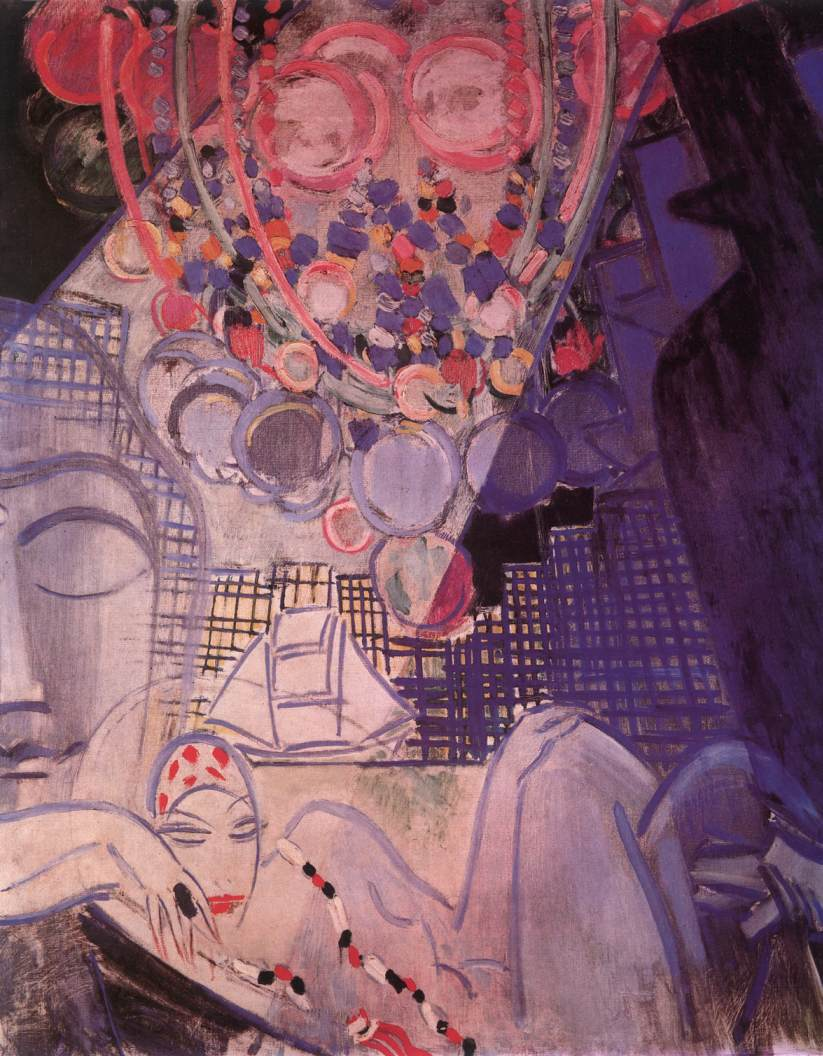
La morfinista (c. 1930)
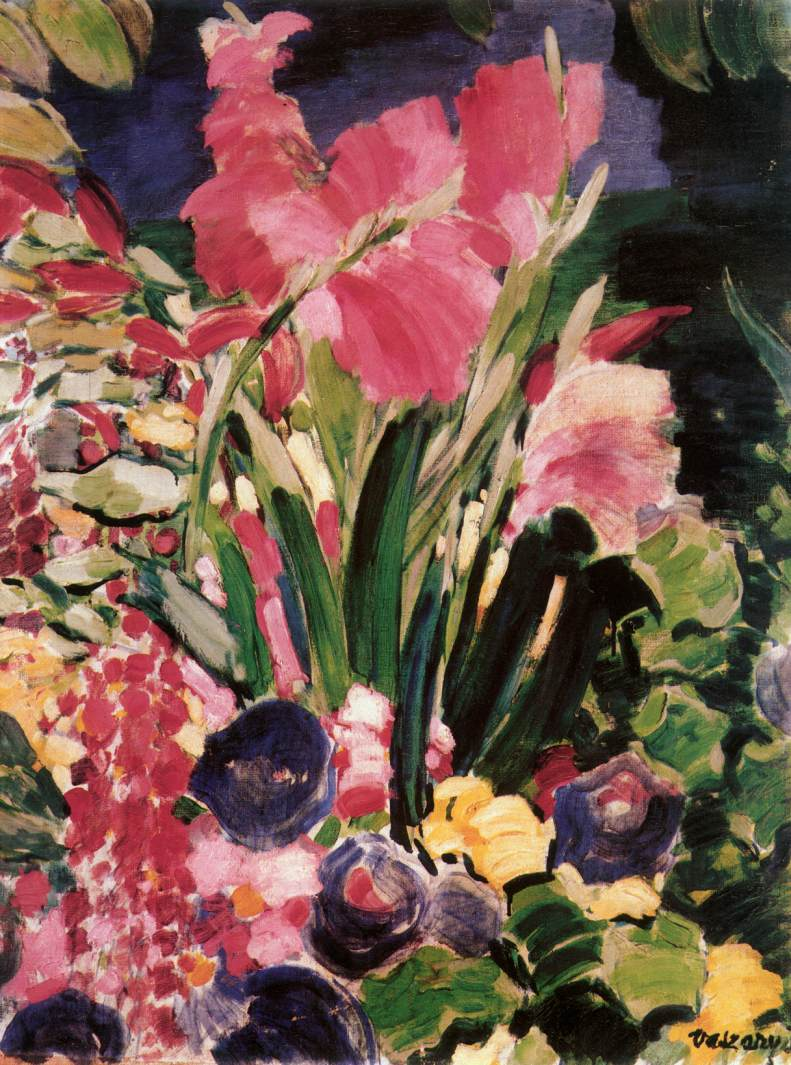
Gladiolas (1938)